# Idiocera peninsularis
Idiocera peninsularis är en tvåvingeart som först beskrevs av Edwards 1928.  Idiocera peninsularis ingår i släktet Idiocera och familjen småharkrankar.
Artens utbredningsområde är Thailand. Inga underarter finns listade i Catalogue of Life.